# Gettnau
Gettnau (toponimo tedesco) è una frazione di 1 157 abitanti del comune svizzero di Willisau, nel distretto di Willisau (Canton Lucerna).

## Geografia fisica
Gettnau si trova all'ingresso della valle Lutherntal.

## Storia

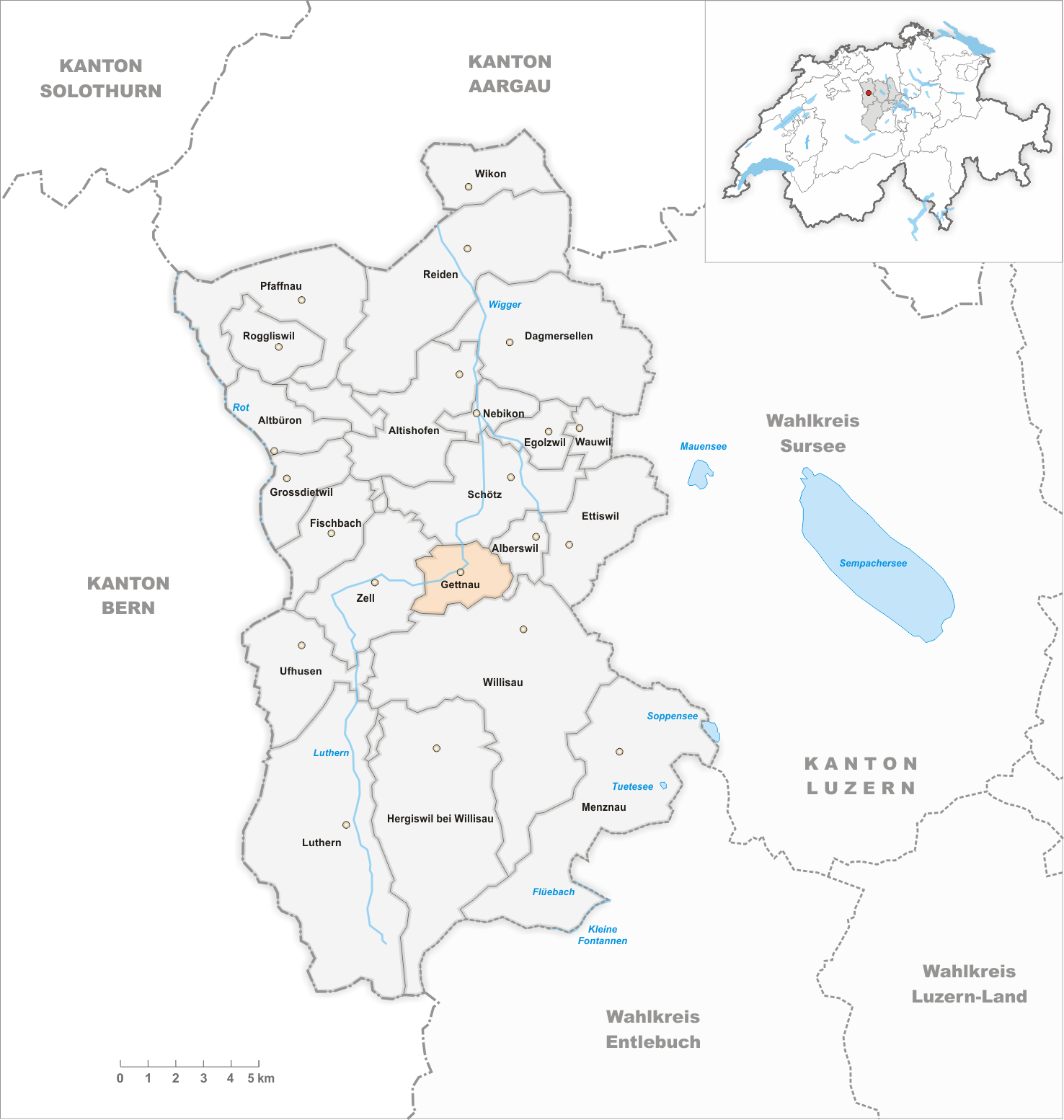
Il territorio del comune di Gettnau prima degli accorpamenti comunali del 2021

Già comune autonomo che si estendeva per 6,02 km², nel 2021 è stato accorpato a quello di Willisau.

### Simboli
Sono i colori della Repubblica Elvetica, con l'oro e il rosso in posizione invertita.

## Monumenti e luoghi d'interesse
- Chiesa parrocchiale cattolica di Santa Teresa, eretta nel 1932-1933[1].

## Società

### Evoluzione demografica
L'evoluzione demografica è riportata nella seguente tabella:
Abitanti censiti

## Economia
L'economia locale si basa prevalentemente sul settore secondario.

## Infrastrutture e trasporti

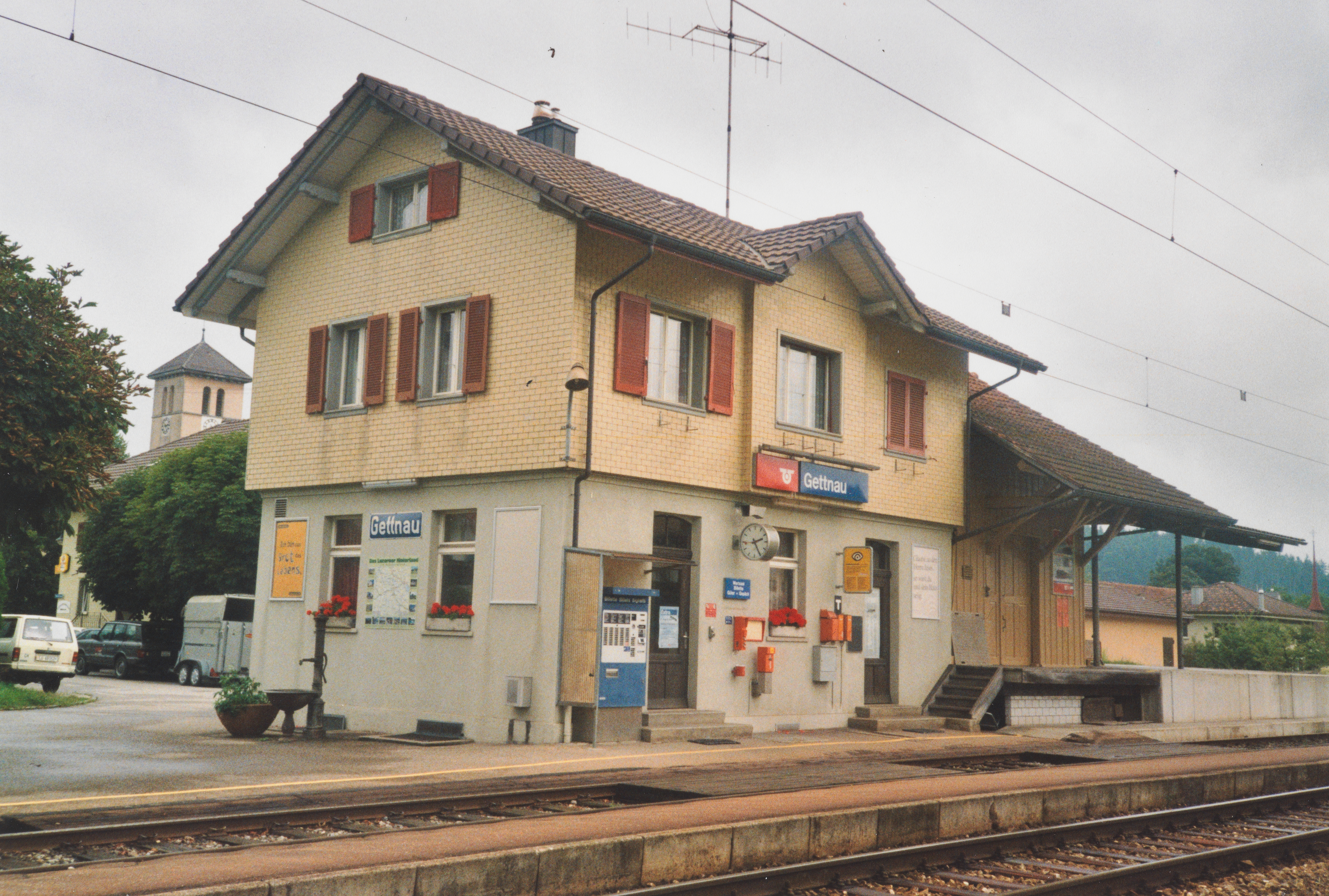
La stazione di Gettnau

Gettnau è servito dall'omonima stazione e da quella di Gettnau Güteranlage sulla ferrovia Huttwil-Wolhusen.